# Íkarios
Íkarios (latinsky Icarus) je v řecké mytologii jméno dvou mužů.

## Íkarios - vinař
Íkarios podle starých báji byl athénský rolník. Byl tím člověkem, který dostal od boha vína Dionýsa první keřík vinné révy a také ponaučení, jak ji pěstovat a vyrábět z ní víno. Že byl právě on takto poctěn, za to mohl děkovat své dobré povaze, protože ochotně pohostil neznámého poutníka, v němž nakonec poznal boha Dionýsa.
Íkarios se dobře naučil révu pěstovat a také ji zpracovávat. Proslavil se nejen v rodném městě, ale i v mnoha blízkých i dalekých krajích a zemích. Je proto ironií osudu, že se stal úplně první obětí opilství. Stalo se, že nabídl džbánek vína pastýřům a ti z neznalosti nerozumně popíjeli, až se docela opili. Protože jim bylo špatně, domnívali se, že jim Íkarios dal jed a chtěl je otrávit. Nečekali na žádné vysvětlení a zabili ho.
Íkariova dcera Érigoné se ze žalu oběsila. Říká se, že bůh Dionýsos je vzal oba i s jejich psem na nebesa a ta souhvězdí se nazývají Panna a Velký pes.

## Íkarios - otec Pénelopy
Jiný Íkarios byl synem spartského krále Periéra a jeho manželky Gorgofony. Ve sporu o vládu ve Spartě byl i se svým bratrem Tyndareem vyhnán. Íkarios se stal králem v Akarnánii, jeho dcerou byla Pénelopa, budoucí manželka ithackého krále a velkého reka Odyssea.

## Odraz v umění
Výjev z Dionýsovy návštěvy u Íkaria se zachoval na četných vázových malbách a reliéfech.